# Союз Т
Космически кораб Союз-Т (Т на руски език - транспортный, на български озаначава транспорт, превоз) (1976-1986) е третата генерация кораби Союз. Тази версия включва данни получени при Експерименталния проект Аполо-Союз, Союз 7К-ТМ и военният Союз.
„Союз-Т“ е значително подобрена версия на кораба. За първи път се използват полупроводникова електроника и по-модерни бордови компютри. Корабът притежава слънчеви батерии, които му позволяват изпълнението на по-продължителни полети, скачваща система Игла и нова нагаждаща система на Сервизния модул. Може да побере до трима космонавти със скафандри.

## Основни части

### Орбитален модул (битов отсек) (БO)
- Дължина: 2,98 m
- Mаксимален диаметър: 2,26 m
- Обитаем обем: 5 m³
- Maса: 1100 kg

### Спускаем апарат (СA)
- Дължина: 2,24 m
- Максимален диаметър: 2,17 m
- Обитаем обем: 4,0 m³
- Maсa: 3000 kg

### Приборно-агрегатен отсек (ПAO)
- Дължина: 2,26 m
- Диаметър на основатаː 2,15 m
- Максимален диаметър: 2,72 m
- Maсa: 2750 kg
- Маса на горивотоː 700 kg

## Спецификация
- Екипаж: до 3
- Автономен полет: до 11 дни
- Дължина: 7,48 m
- Максимален диаметър: 2,72 m
- Разпереност (cъс слънчевите панели): 10,6 m
- Жилищен обем: 9,00 m³
- Maсa: 6850 kg
  - незареден – 6150 kg
- Основен двигател: KTDU-80
- Тяга на основния двигател: 3,92 kN
- Гориво: двуазотен четириокис и асиметричен диметилхидразин
- Импулс на основния двигател: 305 s

## Полети
- Космос 1001
- Космос 1074
- Союз Т-1
- Союз Т-2
- Союз Т-3
- Союз Т-4
- Союз Т-5
- Союз Т-6
- Союз Т-7
- Союз Т-8
- Союз Т-9
- Союз Т-10-1
- Союз Т-10
- Союз Т-11
- Союз Т-12
- Союз Т-13
- Союз Т-14
- Союз Т-15